# Anton Perko
Anton Perko (* 5. Juli 1833 auf Schloss Hainfeld, Feldbach; † 6. März 1905 in Dubrovnik) war ein österreichischer Marineoffizier und Maler.

## Biografie

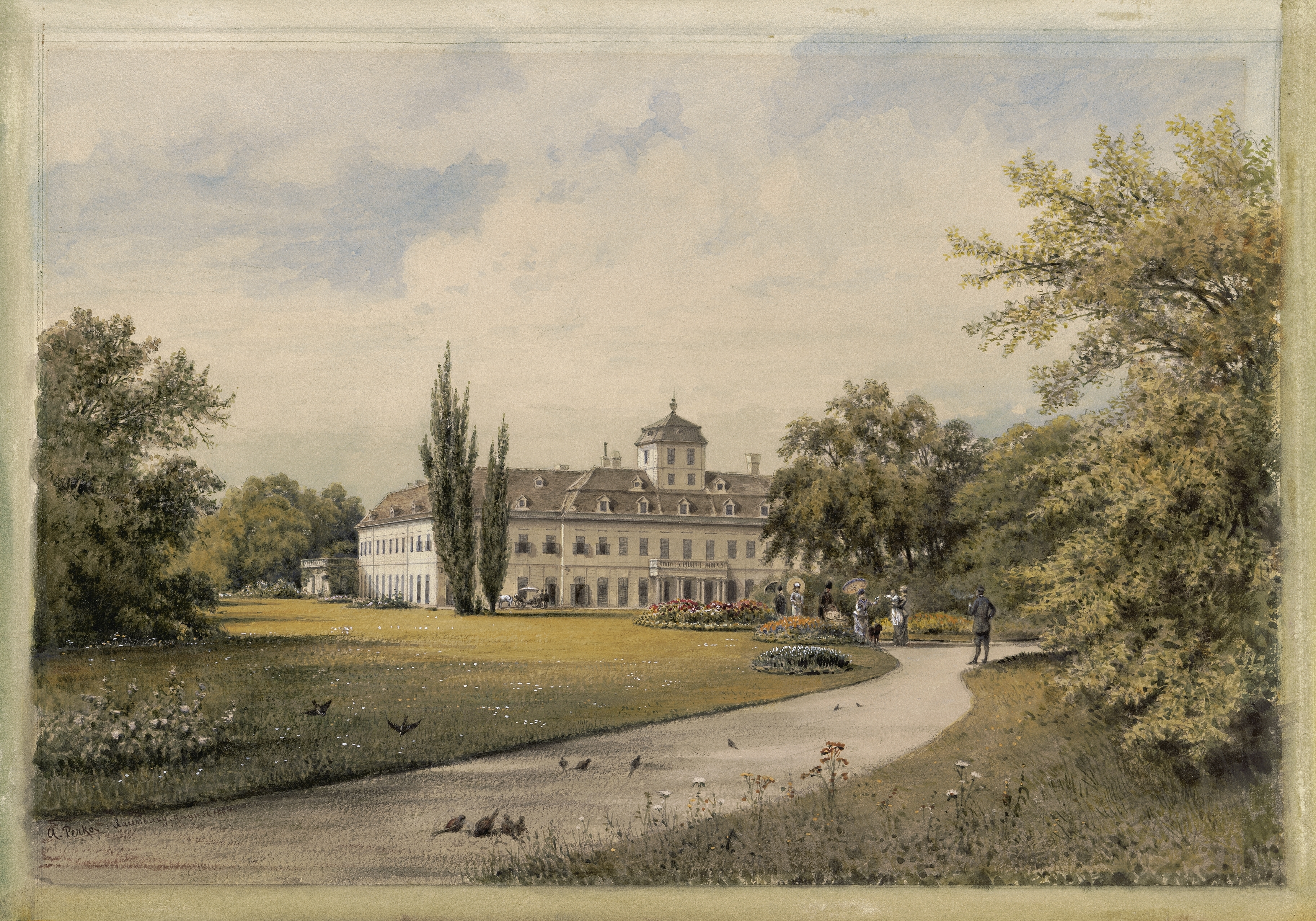
Der Blaue Hof von Laxenburg, von Anton Perko gemalt. Aquarell auf Papier (1884)

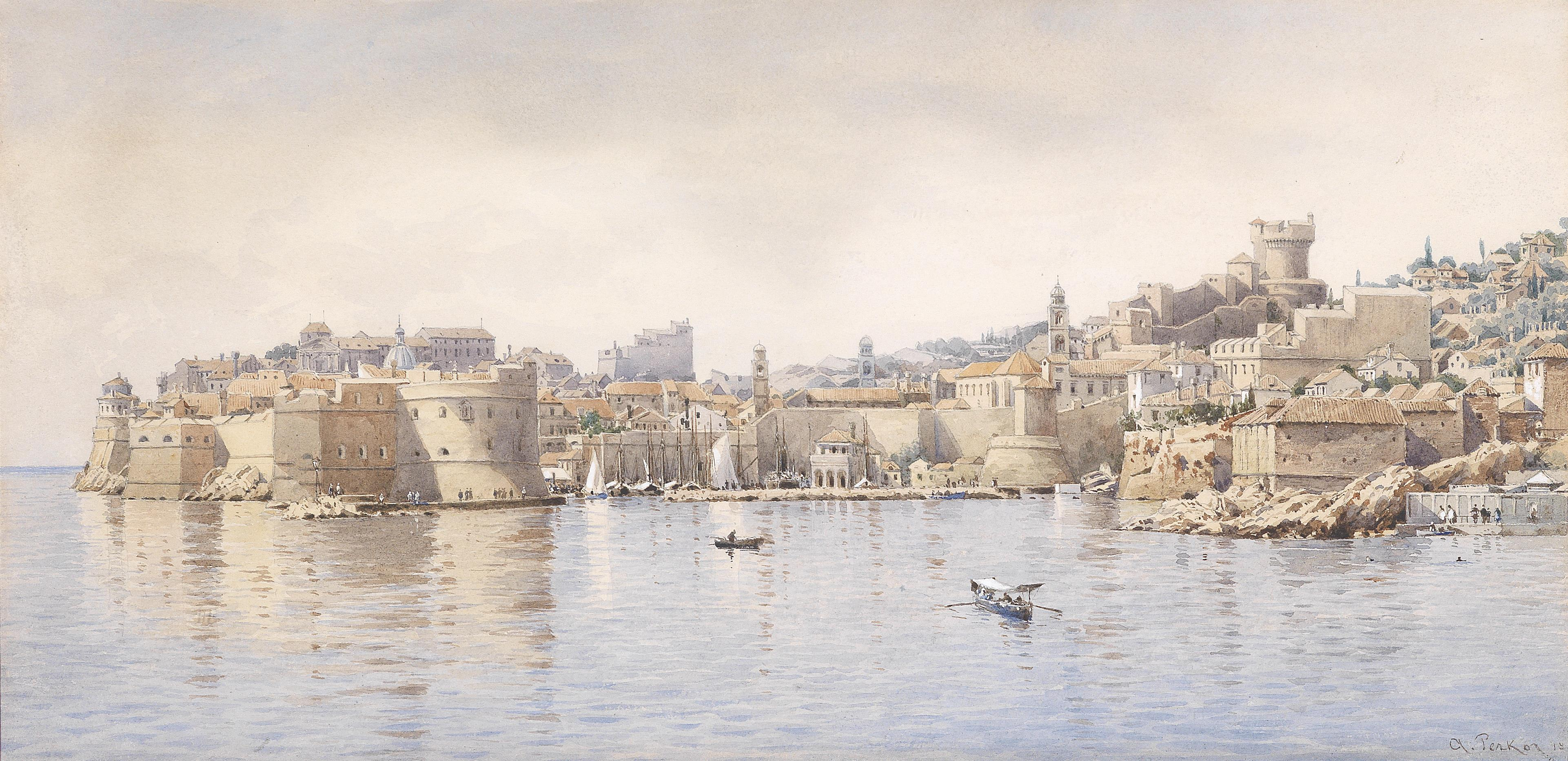
Blick auf Ragusa (1896)

Von 1851 bis 1863 absolvierte Anton Perko eine Seeoffizierslaufbahn in der österreichischen Kriegsmarine. Als Linienschiffsleutnant heiratete er 1863, konnte jedoch mangels Vermögen die Heiratskaution nicht aufbringen. Aus diesem Grund quittierte er den Dienst und trat als Sekretär in den Dienst des Diplomaten Graf Felix von Wimpffen. Dessen ungeachtet lernte er die Öl- und Aquarellmalerei als Schüler von Joseph Selleny und Jean-Baptiste Henri Durand-Brager.
An der Seeschlacht von Lissa  am 20. Juli 1866 nahm er als offizieller Zeichner und Kriegsberichterstatter teil. In der Folge gab er das sogenannte „Lissa-Album“, bestehend aus zwölf Szenen der Seeschlacht, heraus. 1875 begleitete er Kaiser Franz Joseph I. bei dessen Reise nach Dalmatien. Auf Grund seiner Verdienste und der hohen Qualität seiner Bilder wurde ihm der Titel Kammermarinemaler verliehen. Bis 1879 verblieb Perko im Dienst des Grafen von Wimpffen.
Von 1879 bis 1887 war Perko der ständige Reisebegleiter von Kronprinz Rudolf. Nach dessen Tod, 1889, war er dem Hofstaat von Rudolfs Witwe, Stephanie von Belgien, als Hofsekretär zugeteilt und nahm in dieser Funktion an verschiedenen weiteren Reisen teil. Der Künstler illustrierte unter anderem das 1892 von Stephanie veröffentlichte belletristische Werk Lacroma. Perko arbeitete eine Zeit lang auf dem Hradschin in Prag, ehe er sich 1896 nach Dubrovnik zurückzog.
Nach Perkos Tod äußerte die verwitwete Kronprinzessin gegenüber der Familie des Verstorbenen den Wunsch, aus dem Nachlass alle sich auf ihre Person beziehenden Bilder, Skizzen und Zeichnungen besitzen zu wollen.
Ein Teil seiner Werke befinden sich im Wiener Heeresgeschichtlichen Museum, im Joanneum in Graz sowie in der Grafischen Sammlung Albertina in Wien.